# Xã Scenic, Quận Pennington, Nam Dakota
Xã Scenic (tiếng Anh: Scenic Township) là một xã thuộc quận Pennington, tiểu bang Nam Dakota, Hoa Kỳ. Năm 2010, dân số của xã này là 58 người.